# Vodňany II
Vodňany II jsou část města Vodňany v okrese Strakonice v Jihočeském kraji. Tvoří ji širší jádro města bez vlastního historického centra. Vodňany II leží v katastrálním území Vodňany o výměře 17,62 km². Do této části obce zasahuje krajinná památková zóna Libějovicko-Lomecko.

## Historie
Vodňany II vznikly k 1. červnu 1980 jako část města Vodňany v okrese Strakonice.

## Obyvatelstvo
| Rok            | 1869 | 1880 | 1890 | 1900  | 1910  | 1921 | 1930  | 1950 | 1961 | 1970  | 1980  | 1991  | 2001  | 2011  | 2021  |
| -------------- | ---- | ---- | ---- | ----- | ----- | ---- | ----- | ---- | ---- | ----- | ----- | ----- | ----- | ----- | ----- |
| Počet obyvatel | 0    | 0    | 0    | 2 319 | 2 518 | 0    | 3 029 | 0    | 0    | 4 125 | 4 950 | 4 929 | 5 244 | 5 433 | 5 155 |
| Počet domů     | 0    | 0    | 0    | 337   | 379   | 427  | 569   | 0    | 0    | 751   | 827   | 1 005 | 1 049 | 1 163 | 1 221 |